# Gonçalo Jorge (ilusionista)
Gonçalo Jorge (Lisboa, 27 de Maio de 1983) é um premiado ilusionista português.

## Biografia
Integra o grupo Tá na manga juntamente com o ilusionista Pedro Teixeira.
Juntos conquistaram vários prémios internacionais de ilusionismo incluindo um prémio no Campeonato do Mundo de Magia FISM em Julho de 2012.
Outros prémios de relevo incluem o 1º prémio de Magia Geral no Campeonato de Magia de França em 2009, o 1º prémio no 27º Congresso de Magia de Bruxelas em 2009, o prémio do público no Memorial Frakson 2010 em Madrid, o IBM British Ring Shield no Reino Unido em 2011 e o troféu Mandrake d'Or 2011 em Paris.
Em Julho de 2011 actuou no prestigiado Magic Castle de Hollywood.
Para além do ilusionismo, Gonçalo Jorge é médico.